# Neuillay-les-Bois
Neuillay-les-Bois és un municipi francès, situat al departament de l'Indre i a la regió de Centre – Vall del Loira. L'any 2007 tenia 642 habitants.

## Demografia

### Població
El 2007 la població de fet de Neuillay-les-Bois era de 642 persones. Hi havia 269 famílies, de les quals 83 eren unipersonals (28 homes vivint sols i 55 dones vivint soles), 79 parelles sense fills, 91 parelles amb fills i 16 famílies monoparentals amb fills.
La població ha evolucionat segons el següent gràfic:
Habitants censats

### Habitatges
El 2007 hi havia 370 habitatges, 276 eren l'habitatge principal de la família, 63 eren segones residències i 31 estaven desocupats. 360 eren cases i 6 eren apartaments. Dels 276 habitatges principals, 227 estaven ocupats pels seus propietaris, 44 estaven llogats i ocupats pels llogaters i 4 estaven cedits a títol gratuït; 3 tenien una cambra, 22 en tenien dues, 62 en tenien tres, 85 en tenien quatre i 104 en tenien cinc o més. 225 habitatges disposaven pel capbaix d'una plaça de pàrquing. A 101 habitatges hi havia un automòbil i a 141 n'hi havia dos o més.

### Piràmide de població
La piràmide de població per edats i sexe el 2009 era:
| Homes | Edats   | Dones |
| ----- | ------- | ----- |
| 4     | 95 o +  | 0     |
| 0     | 90 a 94 | 4     |
| 8     | 85 a 89 | 8     |
| 12    | 80 a 84 | 4     |
| 8     | 75 a 79 | 12    |
| 12    | 70 a 74 | 24    |
| 12    | 65 a 69 | 12    |
| 24    | 60 a 64 | 20    |
| 12    | 55 a 59 | 8     |
| 20    | 50 a 54 | 8     |
| 24    | 45 a 49 | 16    |
| 32    | 40 a 44 | 32    |
| 16    | 35 a 39 | 12    |
| 28    | 30 a 34 | 8     |
| 20    | 25 a 29 | 40    |
| 16    | 20 a 24 | 0     |
| 8     | 15 a 19 | 8     |
| 8     | 10 a 14 | 24    |
| 24    | 5 a 9   | 8     |
| 20    | 0 a 4   | 12    |

## Economia
El 2007 la població en edat de treballar era de 401 persones, 319 eren actives i 82 eren inactives. De les 319 persones actives 292 estaven ocupades (159 homes i 133 dones) i 28 estaven aturades (14 homes i 14 dones). De les 82 persones inactives 36 estaven jubilades, 19 estaven estudiant i 27 estaven classificades com a «altres inactius».

### Ingressos
El 2009 a Neuillay-les-Bois hi havia 282 unitats fiscals que integraven 669,5 persones, la mediana anual d'ingressos fiscals per persona era de 15.340 €.

### Activitats econòmiques
Dels 20  establiments que hi havia el 2007, 2 eren d'empreses de fabricació d'altres productes industrials, 5 d'empreses de construcció, 4 d'empreses de comerç i reparació d'automòbils, 1 d'una empresa de transport, 4 d'empreses d'hostatgeria i restauració, 2 d'empreses de serveis, 1 d'una entitat de l'administració pública i 1 d'una empresa classificada com a «altres activitats de serveis».
Dels 6 establiments de servei als particulars que hi havia el 2009, 1 era una oficina de correu, 1 guixaire pintor, 1 fusteria, 1 lampisteria i 2 restaurants.
L'únic establiment comercial que hi havia el 2009 era una botiga d'equipament de la llar.
L'any 2000 a Neuillay-les-Bois hi havia 33 explotacions agrícoles que ocupaven un total de 1.552 hectàrees.

## Equipaments sanitaris i escolars
El 2009 hi havia una escola elemental integrada dins d'un grup escolar amb les comunes properes formant una escola dispersa.

## Poblacions més properes
El següent diagrama mostra les poblacions més properes.